# 塔里卡區

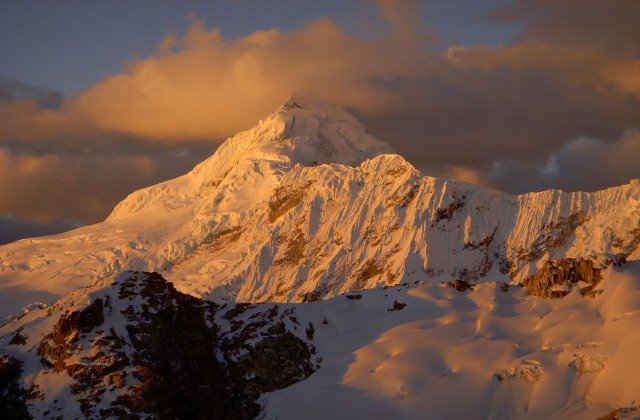

塔里卡區（西班牙語：Distrito de Tarica），是秘魯的一個區，位於該國北部安卡什大區的瓦拉斯省，始建於1956年2月2日，面積110.28平方公里，海拔高度2,802米，2005年人口5,500，人口密度為每平方公里50人。